# Транспорт в Мурманской области
Транспорт в Мурманской области — одна из важнейших составляющих частей экономики Мурманской области, доля которой в структуре [ВРП] оценивается в 11 %. Транспорт играет значительную роль в развитии региона ввиду расположения региона на пересечении транспортных путей и выхода на Северный морской путь с круглогодичной навигацией.

## Морской транспорт
Судно «Клавдия Еланская» работает на пассажирской морской линии по побережью Кольского полуострова, связывая с Мурманском труднодоступные населённые пункты: город Островной 3 раза в неделю, и в летний сезон сёла Чапома, Чаваньга и Сосновка.

## Дорожная сеть и автомобильный транспорт
Протяжённость автомобильных дорог общего пользования на территории региона составляет 2568 километров, из них 537 километров — федеральные автодороги. Основная дорога — федеральная магистральная автодорога М-18 «Кола» (Санкт-Петербург — Мурманск), пересекающая регион с юга на север.

## Авиатранспорт
В Мурманской области действует 3 аэропорта: Мурманск, Хибины и Ловозеро.
Аэропорт Мурманск, расположенный в посёлке Мурмаши, является международным, помимо основных рейсов в Москву, Санкт-Петербург, Череповец и Архангельск, выполняет сезонные рейсы в Анапу, Сочи, Калининград Симферополь, Анталью и Хельсинки. Ранее совершались рейсы в Египет и Норвегию.
Аэропорт Хибины, расположенный в 12 км к югу от города Апатиты, совершает рейсы в пределах РФ. Это рейсы в Москву, Санкт-Петербург и Череповец. По плану на 2016 год, аэропорт хотят сделать международным.
Аэропорт Ловозеро, расположенный в 2 км к северу от села Ловозеро, совершает рейсы по местным авиалиниям (по Ловозёрскому району). Выполняются полеты по двум маршрутам:  Ловозеро — Краснощелье по вторникам и Ловозеро – Краснощелье – Каневка – Сосновка по вторникам один раз в две недели. Рейсы проходятся вертолетами Ми-8.

## Городской общественный транспорт
В большинстве городов области, кроме Островного и Заозёрска, есть хотя бы один маршрут автобуса или маршрутного такси.
В Мурманске самым популярным видом общественного транспорта является троллейбус. Для жителей Мурманска действуют 2 троллейбусных парка, 105 троллейбусов и 7 маршрутов. Также в Мурманске действуют 11 автобусных маршрутов.